# Osuitok Ipeelee

Osuitok Ipeelee

Osuitok Ipeelee (* 13. November 1923 in Neeouleeutalik Camp, Nunavut; † 31. Dezember 2005 in Cape Dorset, Kanada) war ein kanadischer Inuit-Bildhauer und Druckgrafiker.

## Leben und Werk
Oshaweetok/Oshooweetook B bekannt als Osuitok Ipeelee, wohnte Zeit seines Lebens in Kinngait (damals noch Cape Dorset). Bereits seine Vorfahren wohnten in West Baffin Island und waren für ihre kunstvollen Schnitzereien bekannt. Seine Plastiken aus grünem Speckstein, meistens Karibus und andere arktische Tiere, sowie seine nach Art des Holzschnitts gefertigten Drucke, haben den Künstler als Vertreter der Inuit-Kultur und der Cape Dorset-Schule, weit über Kanada hinaus, bekannt gemacht.
Gelegentlich sind Skulpturen des Künstlers im Auktionshandel anzutreffen.

## Ausstellungen (Auswahl)
- 1972 Canadian Guild of Crafts, Quebek
- 1973 Klamer Exhibition of Inuit Art, Art Gallery of Ontario
- 1981 Beaverbrook Art Gallery, Fredericton, New Brunswick
- 1987 Kunsthalle Mannheim, Inuit Galerie
- 1992 Inuit Gallery of Vancouver
- 1994 Frye Art Museum, Seattle, Arctic Spirit
- 1996 National Gallery of Canada, Ottawa, Head and Face: Selected Views of Inuit Sculptures
- 2000 Inuit Gallery of Vancouver, The Artist's Hand

Quelle:

## Werke in öffentlichen Sammlungen (Auswahl)
- Canadian Museum od Civilisation, Hull (Quebek)
- Council Art Bank, Ottawa
- National Gallery of Canada, Ottawa
- Metropolitan Museum of Art, New York
- Inuit Cultural Institution, Rankin Inlet, N.W.T.

## Ehrungen
- 1973 wird er in die Royal Canadian Academy of Arts gewählt.[5]
- 2004 wird ihm der National Aboriginal Achievement Award (Lifetime Achievement) in Vancouver verliehen.